# Nils Molitor
Nils Molitor dit « Moli », est réalisateur allemand de films pornographiques, fils du réalisateur Walter Molitor.

## Biographie
Dès le début du label Magma Film, au début des années 1990, Nils Molitor travaillait avec son père Walter (qui utilisait aussi le nom Moli). À eux deux, ils firent de leur compagnie l'une des plus grosses boîtes de production allemande. Un grand professionnalisme dans toute la fabrication, avec l'aide généreuses de multiples techniques, steadicam, lumières et mouvements de caméra élaborés : tout ce qui a fait le succès du porno « Made in Germany ».
Ainsi, ce sont eux qui, en 1991, découvrent la française Julia Channel, tout juste 18 ans. Elle commença à travailler pour Magma Film à Essen (Allemagne), dans des productions qui la catapultèrent immédiatement vers les sommets du X européen. Moins d'un an plus tard, elle prenait l'avion pour Los Angeles pour continuer une carrière prometteuse aux États-Unis.
Nils Molitor fut un des premiers à amener la pornographie dans les pays d'Europe de l'Est. Il fut le premier en Hongrie par exemple.

## Récompenses
- 2000 : Venus 2000 (Berlin), Best German Director of the Year
- 2001 : Venus 2001 (Berlin), Special Jury Award
- 2002 : Venus 2002 (Berlin), Best German Director of the Year

## Filmographie sélective
- Annina's Sex Talk (2008)
- Unmoralische Prüfung, Eine (2008)
- Sex-Pille, Die (2008)
- Porn Hard Art (2005)
- Teenies auf der Sex-Akademie (2003)
- Teeny Car Wash Center (2002)
- Veronas Sex Welt (2000)
- Mad Sex II (1996)
- Fuck Me (1996)
- Sperma Klinik (1996)
- Rent-a-Teeny (1995)
- Mad Sex (1994)
- Olympus of Lust (1994)